# Steven Majstorovic
Steven Majstorovic (kyrillisch Стивен Мајсторовић), eigentlich Majstorović (* 1946, in einem Flüchtlingslager in Deutschland) ist ein US-amerikanischer Politikwissenschaftler.

## Leben
Sein Vater war bosnischer Serbe und verbrachte drei Jahre in einem deutschen Kriegsgefangenenlager, seine Mutter war Polin und verbrachte viereinhalb Jahre in einem Konzentrationslager.
Nach Erreichen des M.A. 1987 an der University of Montana und des Ph.D. 1992 an der University of Colorado war er zunächst Assistant Professor of Political Science an der Duquesne University in Pittsburgh, danach an der University of Wisconsin in Eau Claire. Seine Forschungsgebiete sind Vergleich politischer Systeme, Nationalismus- und Konfliktforschung speziell in Osteuropa und auf dem Balkan.
1996/98 veröffentlichte er einen umstrittenen Plan zur Teilung des Kosovo zwischen Serben und Albanern Später sprach er sich für eine Lösung aus, die beiden Seiten eine europäische Perspektive gebe.
Majstorovic hat zwei Kinder, seine Tochter Sofia ist Mathematikerin, sein Sohn Shane ist Molekularbiologe.